# Hitoshi Iwaaki
Hitoshi Iwaaki (岩明 均 Iwaaki Hitoshi?, 28 de julio de 1960) es un artista manga japonés cuyo estilo se caracteriza por representaciones brutales, con temas filosóficos y dramáticos. Sus trabajos incluyen tanto ciencia ficción como horror en títulos como Parasyte y desde la década de 2000, eventos históricos como la antigua Roma en Heureka o la antigua Grecia en Historie.

## Biografía
Hitoshi Iwaaki nació en Tokio el 28 de julio de 1960. Hijo del arqueólogo Masao Iwaaki, profesor emérito de la Universidad de Wako. En su juventud no tenía interés por los manga ; de hecho, fue solo durante la escuela secundaria donde leyó mucho a Osamu Tezuka, lo que le inspiró a comenzar a dibujar manga y a crear ilustraciones para los libros de su padre. Tras abandonar sus estudios superiores iniciados en la misma universidad donde enseñaba su padre, en 1984 se convirtió en asistente de Kazuo Kamimura y al año debutó oficialmente como autor con la historia Gomi No Umi (ゴミの海), que fue publicada en una edición especial de la revista Morning y ganó el premio Tetsuya Chiba al mejor debut. Desde entonces, ha trabajado principalmente para Kodansha, y sobre todo para la revista Afternoon.
Entre 1986 y 1988, Iwaaki publicó su primera serie larga, Fuuko No Iru Mise (風子のいる店), seguida en 1990 por el volumen de cuentos One No Oto (骨の音 傑作集). En 1990 comienza la exitosa y popular serie de terror y ciencia ficción Parasyte, ganadora del 17º Premio Kodansha de manga en 1993 y del 27º Premio Nébula en el apartado de cómics en 1996,  año en el que presenta un nuevo título Tanabata No Kuni (七夕の国).
En 2004, tras haber publicado los volúmenes Yuki no touge, tsurugi no mai (雪の峠・剣の舞) y Eureka (ヘウレーカ Heurēka), comienza la serie histórica Historie (ヒストリエ Hisutorie), que obtiene el Gran Premio en el 14° Festival de Arte de Japón en 2010 y el Gran Premio en el 16º Premio Cultural Osamu Tezuka en 2012. Simultáneamente a la serialización de Historie , en 2015 inició la serie Reiri (レイリ), de la que solo escribe los textos, dejando la parte gráfica a Muroi Daiko y por la que ganó el premio Saito Takao en 2020.
En 1996 y 2014, Iwaaki también colaboró en los volúmenes colectivos Neo Devilman (ネオデビルマン), dedicado al famoso personaje de Gō Nagai, y Bushi No Hokori (武士の誇り). Finalmente, entre 2011 y 2012, tuvo la oportunidad de escribir una historia para el personaje Black Jack creado por Osamu Tezuka, el mangaka que más influyó en su obra.

## Obras
- Gomi no Umi (ゴミの海, Morning Open, 1985)
- Fuuko no Iru Mise (4 volúmenes, Morning 1986–1988)
- Hone no Oto (1 volumen, cuentos, Morning 1990, edición de gran formato, 2003)
- Parasyte (10 volúmenes, Afternoon 1990–1995, publicado por Planeta Comic (2016)
- Tanabata no Kuni ("El país de Tanabata ") (4 volúmenes, Big Comic Spirits, edición definitiva: 2 volúmenes, 2003)
- Yuki no Touge, Tsurugi no Mai (2001)
- Heureka (2002, Animal joven Arashi )
- Historie (2003-presente, 11 volúmenes hasta julio de 2019, Afternoon )
- Reiri (2015–2018, Bessatsu Shonen Champion ) – guionista, ilustrado por Daisuke Muroi[6]